# Швиттерс, Курт
Курт Швиттерс (нем. Kurt Schwitters, 20 июня 1887, Ганновер — 8 января 1948, Кендал, Камбрия, Великобритания) — немецкий художник и писатель.

## Жизнь и творчество

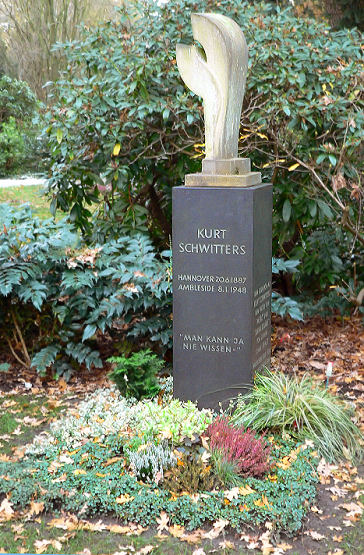
Надгробие Швиттерса, Ганновер

В 1909—1914 годах учился живописи в Дрезденской академии художеств. Ученик Карла Банцера. Участвовал в берлинском авангардистском журнале Der Sturm (Штурм). Был близок к дадаизму, конструктивизму, сюрреализму, экспрессионизму; дружил с Хансом Арпом, Элем Лисицким. Наиболее известен неожиданными, алогичными, намеренно отталкивающими композициями из «найденных предметов», которым он дал название «Мерц» (сокращение от «Kommerz und Privatbank»). В 1923—1932 годах издавал журнал под таким названием, вышел 21 номер.
Швиттерсу принадлежит поэма-коллаж «Посвящается Анне Блюме» (1919), а также образцы заумной «звуковой поэзии» («Прасоната» (нем. Ursonate) 1922—1932); обе вещи в исполнении автора записаны в 1932 году на грампластинку.  
В 1937 году его произведения были представлены на передвижной антимодернистской выставке «Дегенеративное искусство», организованной нацистами.
В 1937 году Швиттерс покинул Германию, жил в Осло, а с 1940 года, после прихода туда нацистов — в Великобритании.

## Наследие

### Художественные произведения
Архив Швиттерса находится в Музее Шпренгеля (Ганновер). Аннотированный каталог его работы в трёх томах издан в Германии в 2000—2006 годах. В 1995 году большая выставка его работ прошла в парижском Центре Жоржа Помпиду, в 2005 году произведения Швиттерса были представлены там же в рамках широкой ретроспективы дадаистов. Творчество Швиттерса повлияло на американское авангардное искусство (Роберт Раушенберг и др.).

### Литературные произведения Швиттерса
- Poems, performance pieces, proses, plays, poetics. Philadelphia: Temple UP, 1993.
- Das literarische Werk. Hrsg. von Friedhelm Lach. 5 Bände. Köln: DuMont, 1974—1981.

## Галерея

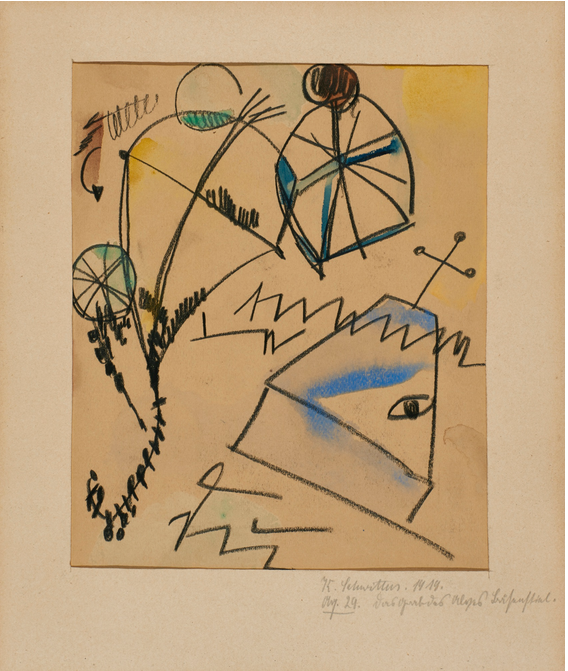
The Grave of Alves Bäsenstiel, 1919, drawing (narrator's name in his poem 'An Anna Blume)
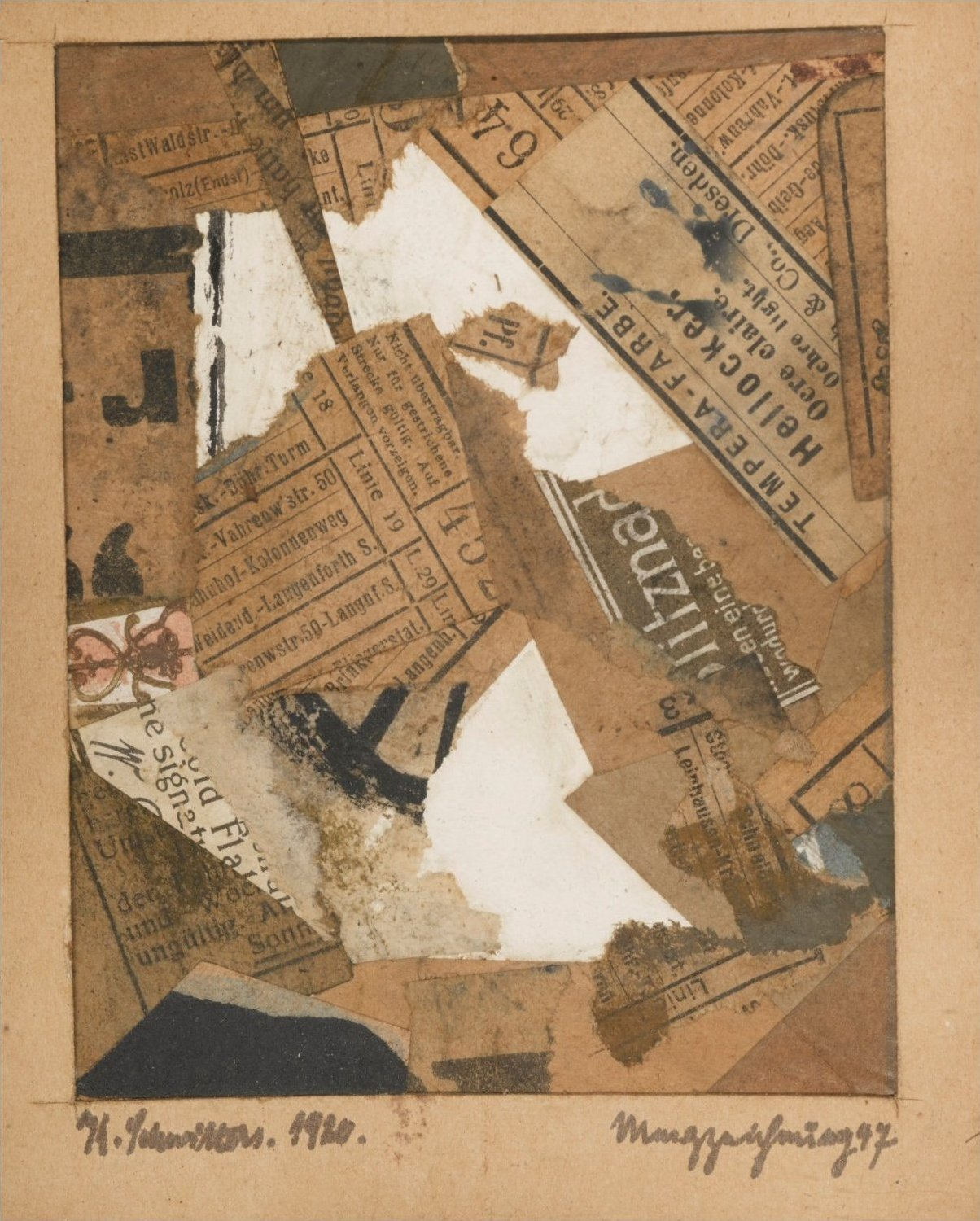
Merz-drawing 47, 1920, collage on board
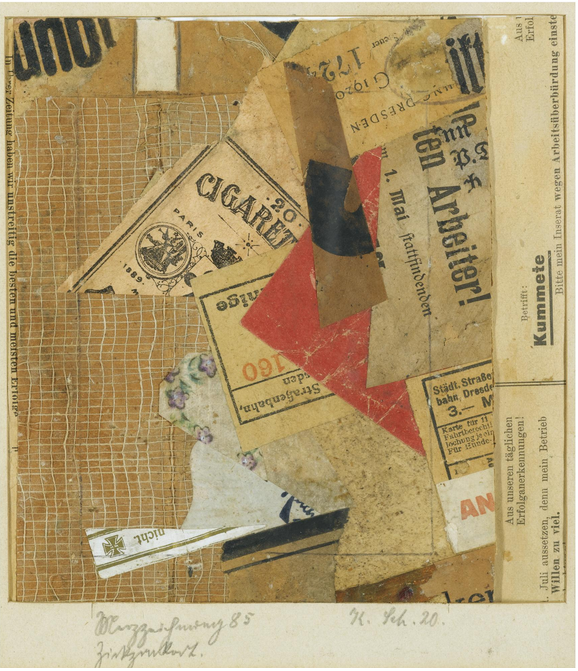
Merz-drawing 85, Zig-Zag Red, 1920, collage
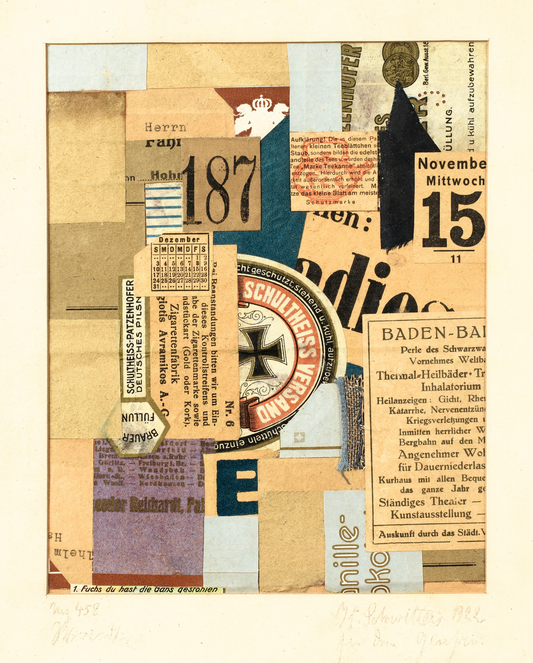
Merz 458 Wriedt, 1922, collage
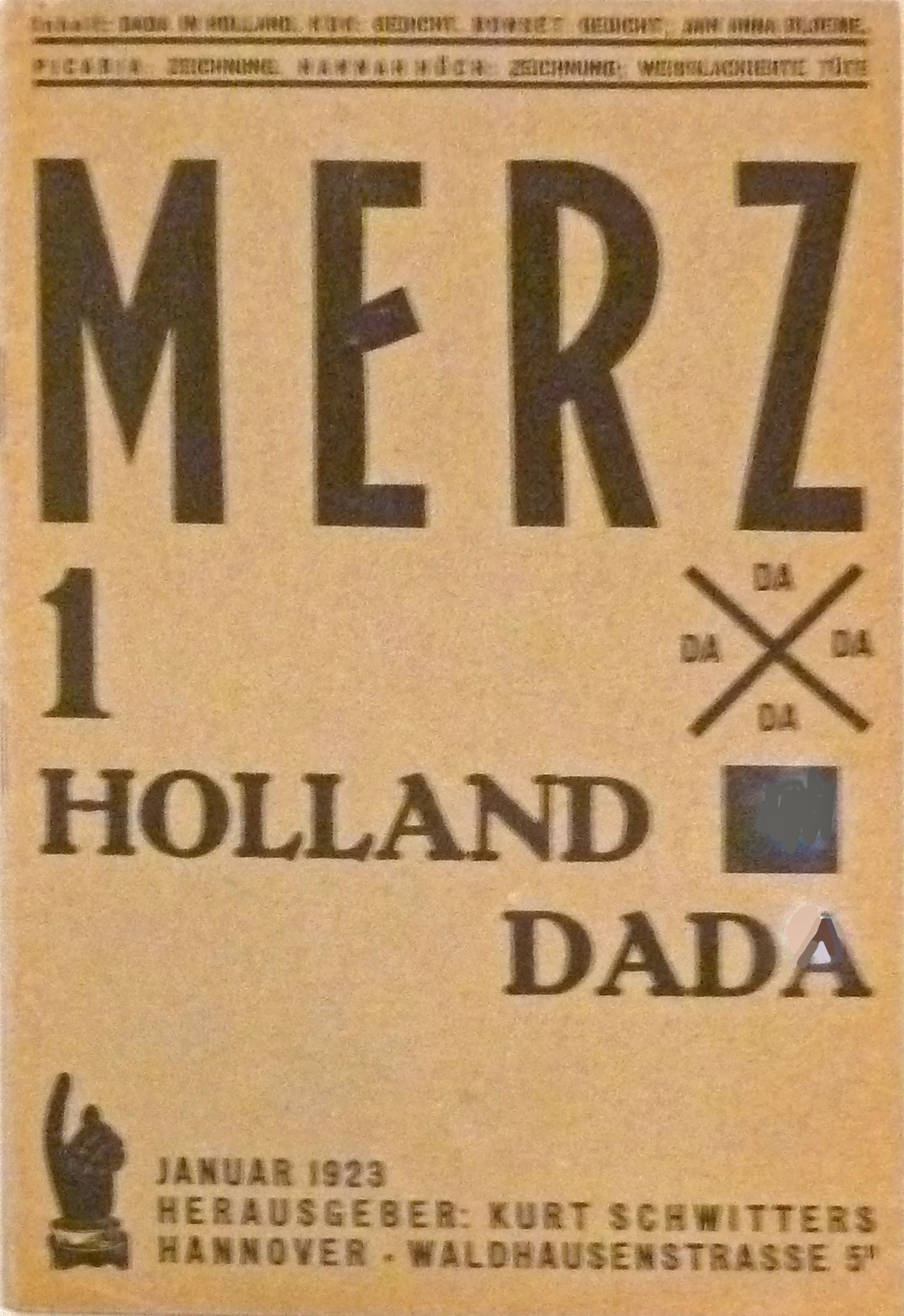
Merz 1. - Holland Dada, 1923, printed cover of his first Merz-publication
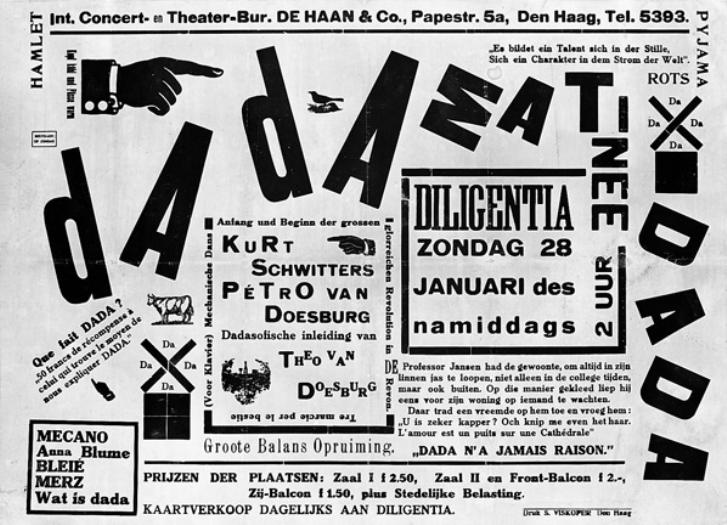
Poster for Dada Matinée, Jan. 1923, printed poster, announcing Kurt Schwitters, Theo van Doesburg & his wife Nelly
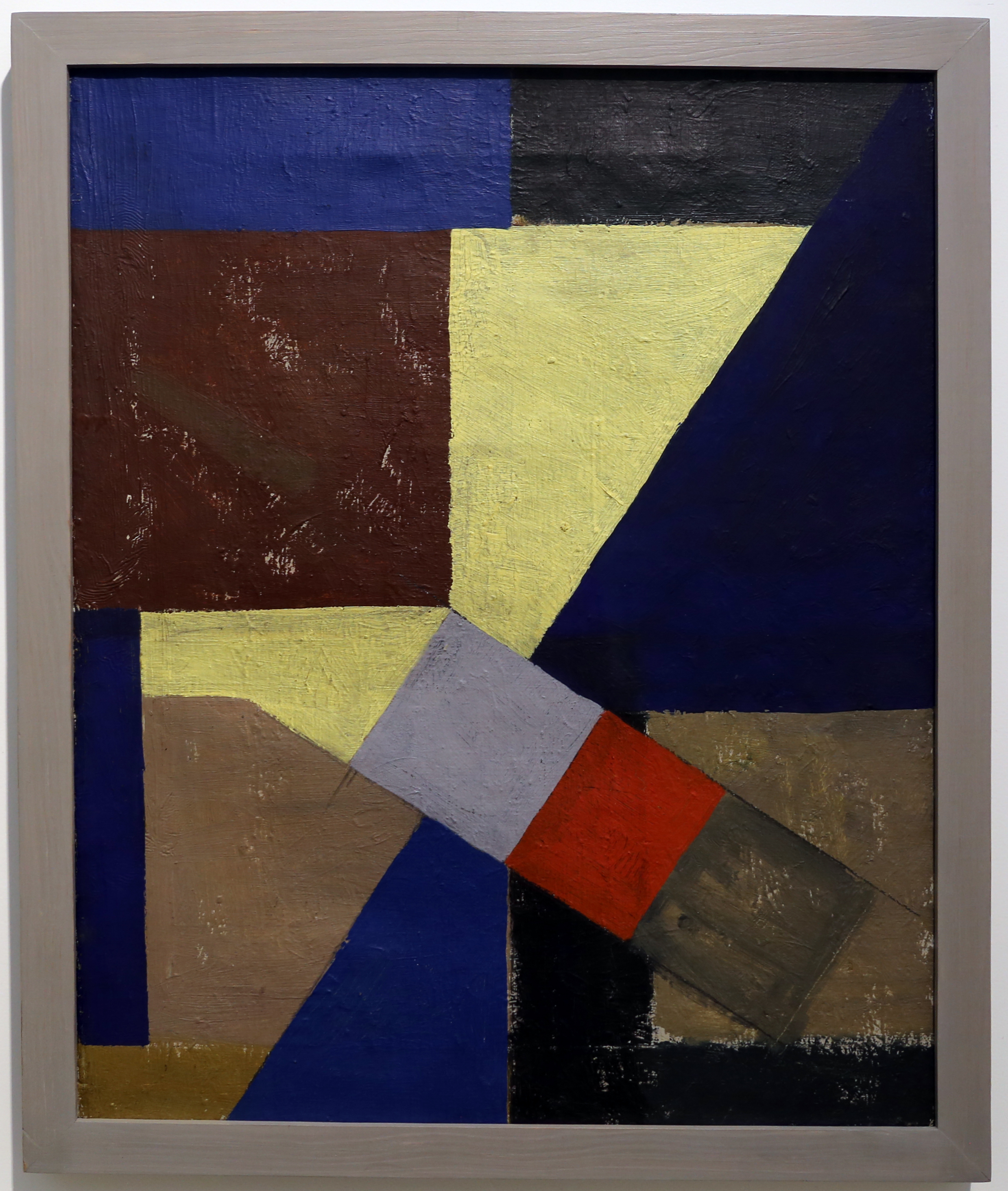
Abstract Composition, 1923-25, oil-painting
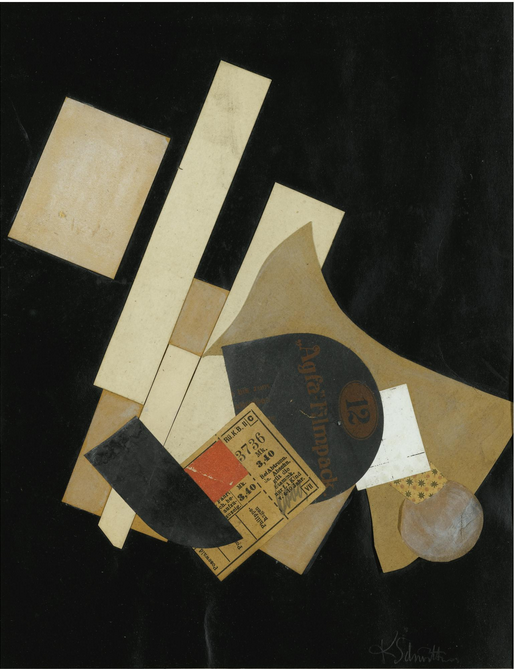
Untitled (Agfa-Filmpack), c. 1925, collage
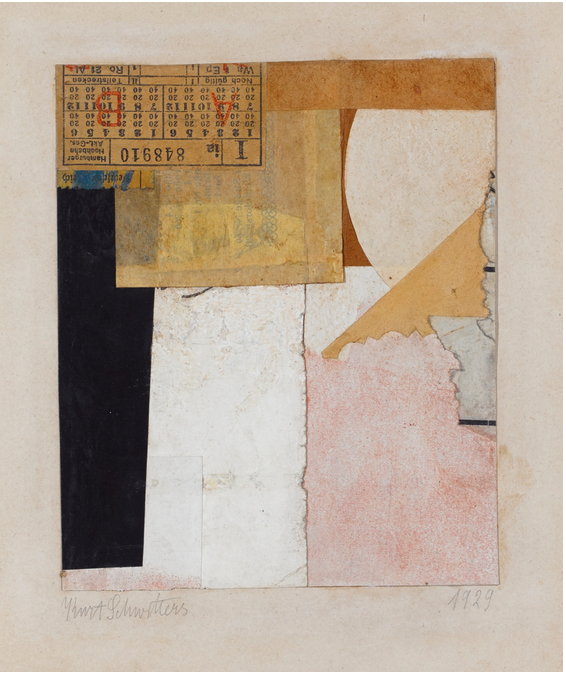
Untitled (Hamburg elevated train), 1929, collage on paper on board
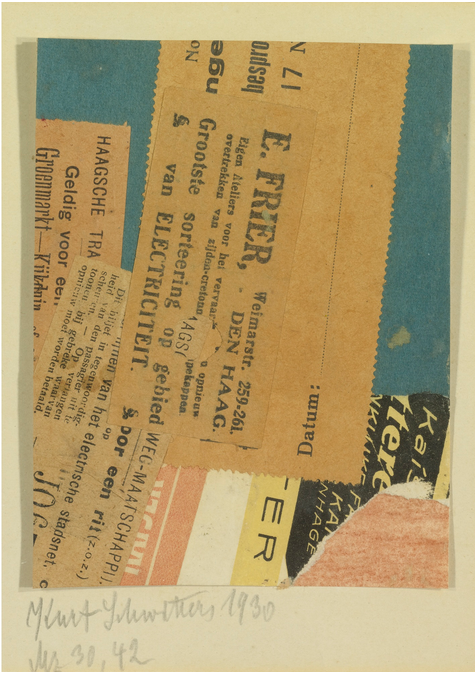
Merz 30, 42, 1930, collage
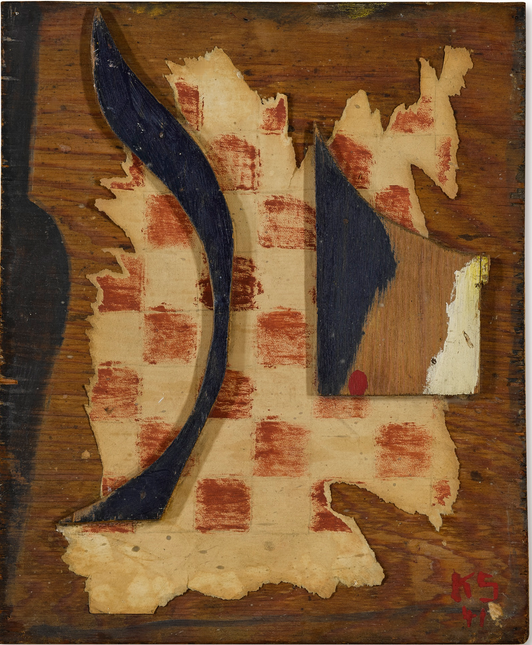
Untitled (Chessman), 1941, collage, oil, paper and wood on plywood
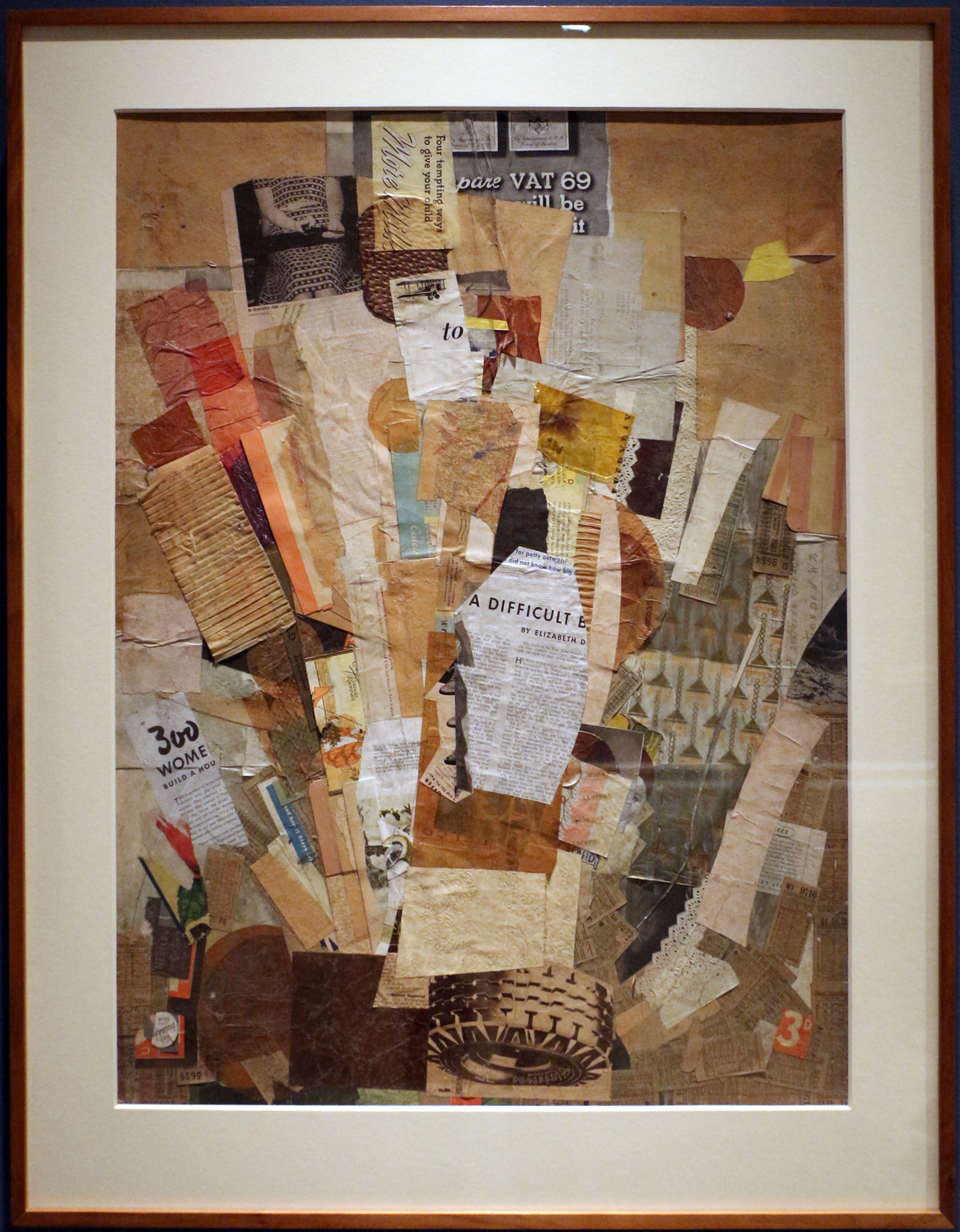
Untitled, early 1940's, collage
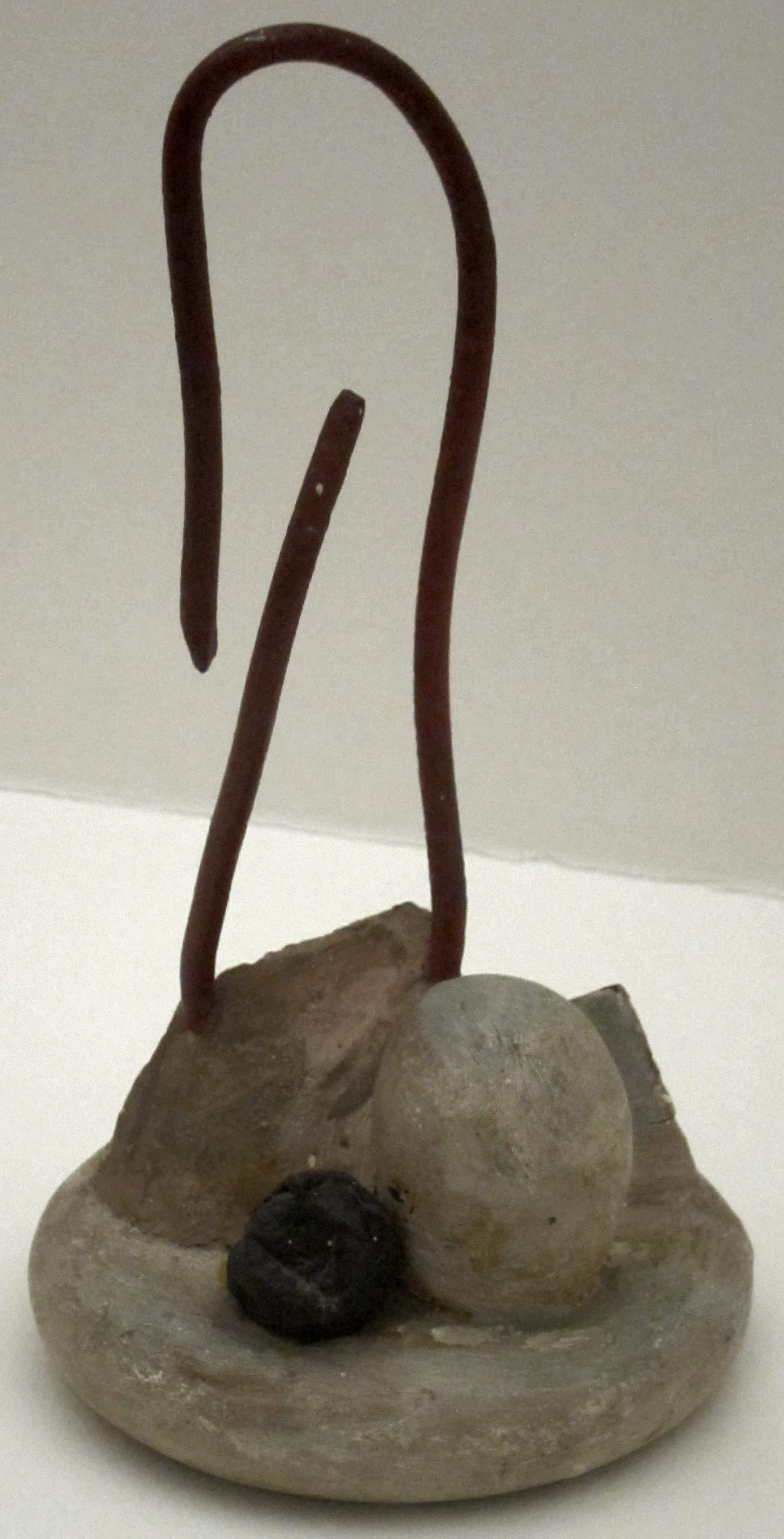
Red wire sculpture, 1944, stone and metal
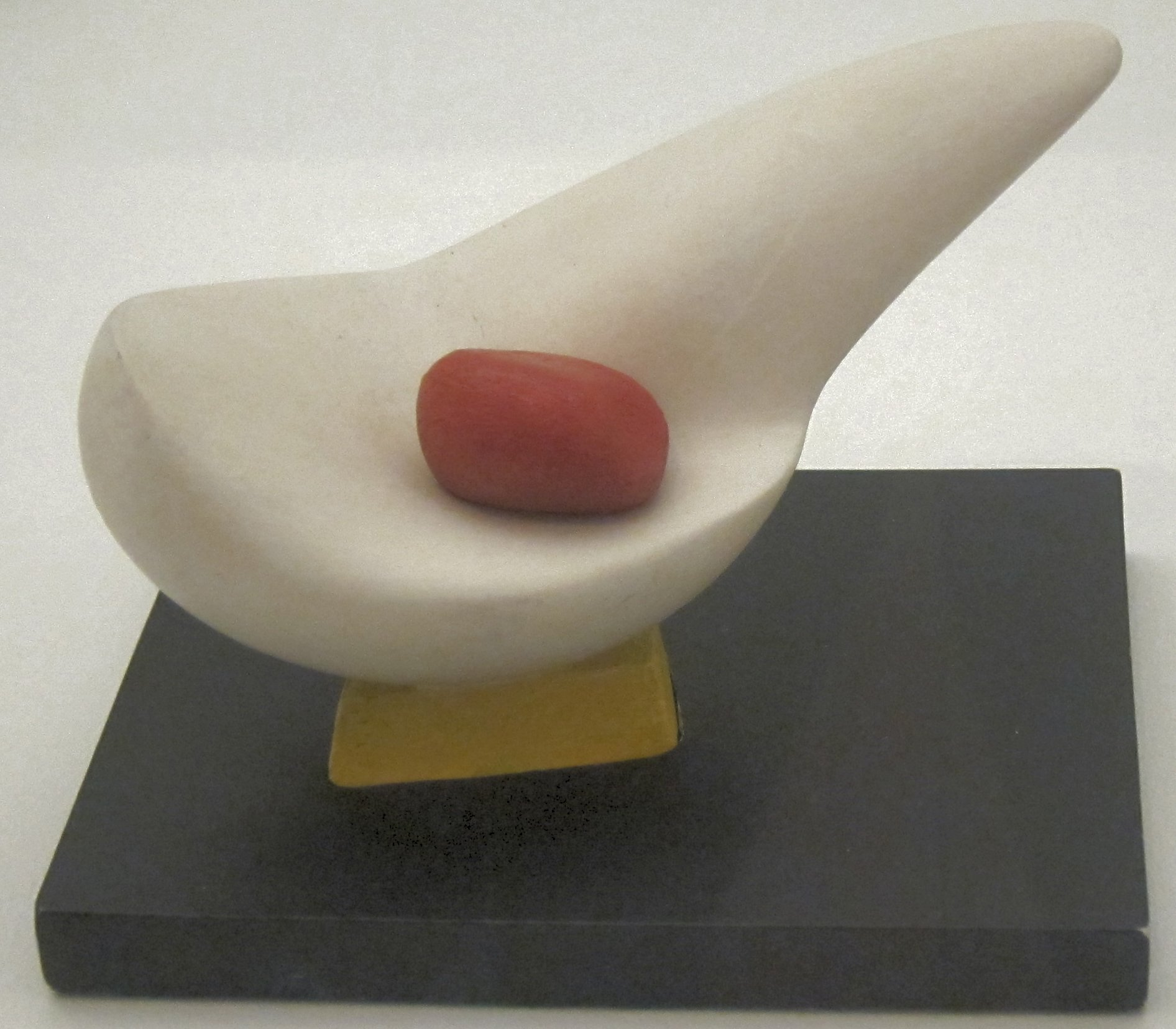
Mother and Egg, 1945-47, mixed media sculpture
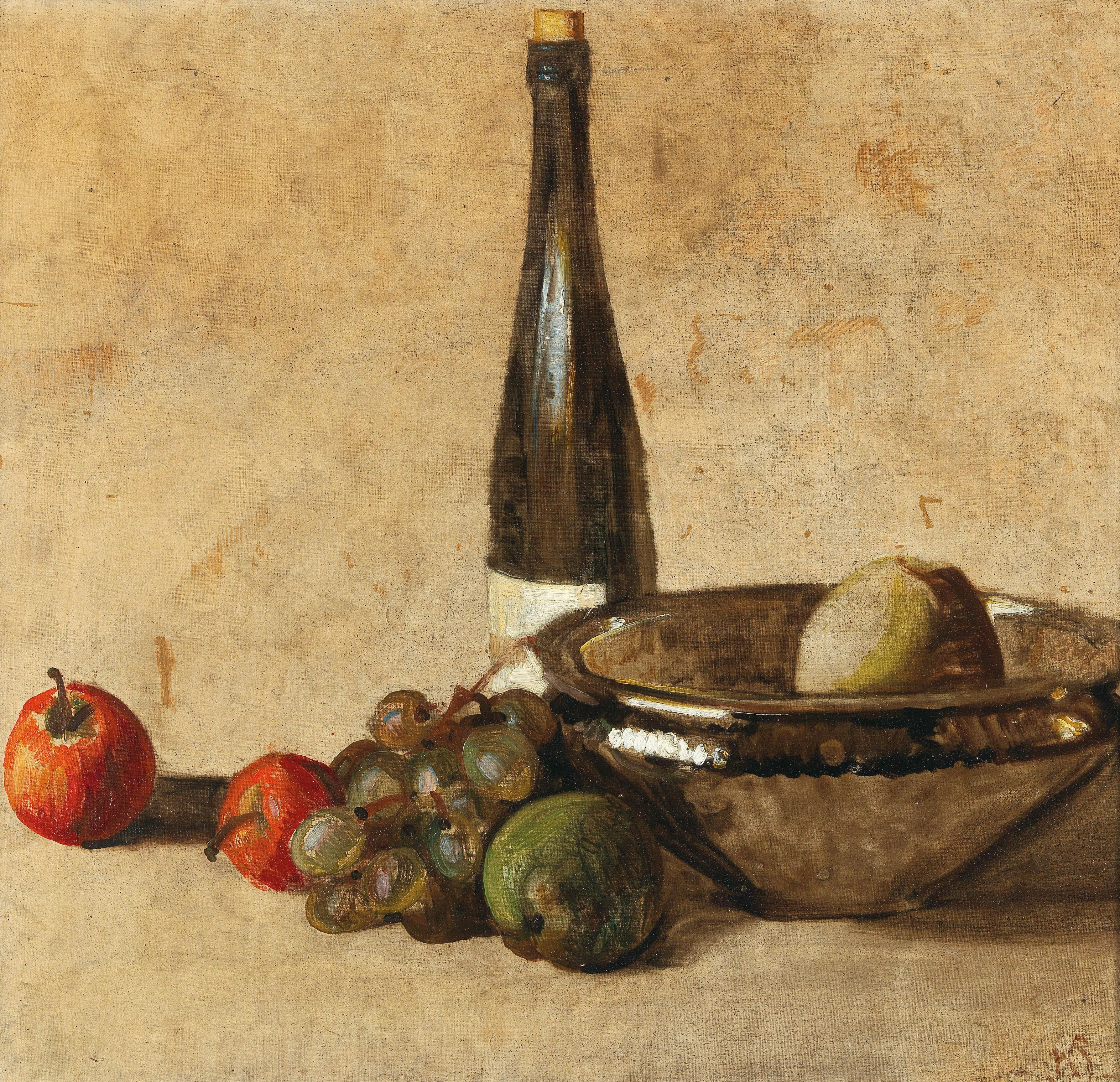
Still life with wine bottle and fruit, c. 1948, oil on canvas